# サリュート SM-100
SM-100(ロシア語：СМ-100)はロシアのサリュートがAI-222-25をベースに開発しているターボファンエンジンである。

## 概要
サリュートではウクライナのモトール・シーチと50:50の割合で分担し生産を行ってきたが、ウクライナ騒乱の影響を受けこの協力は停止した。これを受けサリュートはAI-222-25のコンポーネント（エンジンコア）を国産化するとともに同エンジンをベースとした新型エンジンの開発を開始したそれがSM-100である。AI-222-25と完全に互換性があるが、AI-222-25と比較すると、SM-100は推力が3000kgと500kg多く、信頼性が向上しており、高圧圧縮機を9段から6段にすることも計画されている。
コアをベースとした民生用(ビジネス用)および軍用エンジンの多数の派生型も計画され、4-4.5トンへの推力増加や無人機用派生型なども検討されている。

## 開発年表
- 2014年4月、研究開発を開始[6]。
- 2016年8月、開発を開始。既に予備設計は既に完了しており、開発チームは開発作業の次の段階に取り組んでいるという。18日に取締役のヴィタリー・コロチョコフ氏は最初の試験バッジは、2016年末までに準備ができていると記者団に発言した[3]、一方で19日にテクニカルディレクターのセルゲイ・リャシェンコ氏は2016年には低圧圧縮機の最初のユニットが製造され、2017年に試験が行われ、残りのユニットとガスジェネレータが製造、2018年に最初の試作機が製造されると発言した[4]。
- 2016年1月、概念設計を完了[7]。
- 2017年6月、技術設計の開発を完了[2]。
- 2017年7月、サリュートの研究開発活動のディレクターであるアレクセイ・ポタポブ氏は、設計仕様を確認するためのテストが2017-2018年に実施される予定であり、2019年にプロトタイプがテストされると発言し、すべては資金調達に依存しており、我々は主体的にこれらの作業を行っていると付け加えた[8]。

## 搭載機
- Yak-130

将来の近代化の一環で派生型を搭載することができるという。
- SR-10

量産機のエンジンとしてRD-2500、AL-55と比較検討されていたが、不採用に終わった。